# 哈赞市镇
哈赞市镇（俄语：Хазанское муниципальное образование）是俄罗斯联邦伊尔库茨克州济马区所属的一个市镇。其下辖有4个居民点，行政中心为中哈赞。据2016年统计，该市镇的人口为1715人。